# Colección de Oro
Colección de Oro, spanska för "Samling av guld", är ett samlingsalbum av colombianska sångerskan Shakira. Skivan släpptes 22 januari 2002 och innehåller låtar från hennes genombrottsalbum Pies Descalzos, från 1995. När hon slagit igenom utanför den spansktalande världen 2001 med hennes första engelska album Laundry Service, släpptes samlingsalbumet för att visa de nya fansen den gamla Shakira såväl som en påminnelse för de gamla.

## Låtlista
Alla låtar skrivna och komponerade av Shakira och Luis Ochoa.
1. "Estoy Aquí" – 3:55
2. "Antología" – 4:18
3. "Un Poco De Amor" – 4:04
4. "Quiero" – 4:12
5. "Te Necesito" – 4:03
6. "Vuelve" – 3:56
7. "Te Espero Sentada" – 3:27
8. "Pies Descalzos, Sueños Blancos" – 3:28
9. "Pienso En Tí" – 2:28
10. "Dónde Estás Corazón?" – 3:54
11. "Se Quiere, Se Mata" – 3:38